# UCI Oceania Tour 2020
UCI Oceania Tour 2020 – 16. edycja cyklu wyścigów kolarskich UCI Oceania Tour.
Seria UCI Oceania Tour, podobnie jak pozostałe cykle kontynentalne (UCI Africa Tour, UCI America Tour, UCI Asia Tour, UCI Europe Tour), powstała w 2005 jako zaplecze dla utworzonego w tym samym czasie UCI ProTour (później przekształconego w UCI World Tour). W 2020 odbyła się pierwsza edycja cyklu UCI ProSeries utworzonego jako drugi poziom wyścigów z kalendarza UCI, w związku z czym UCI Oceania Tour, podobnie jak pozostałe cykle kontynentalne, od sezonu 2020 stała się trzecim poziomem zmagań w kalendarzu UCI.
Cykl UCI Oceania Tour w sezonie 2020 objął cztery wyścigi (po dwa jednodniowe i dwa wieloetapowe), rozgrywane między 15 stycznia a 9 lutego 2020.

## Kalendarz
Opracowano na podstawie:
| UCI Oceania Tour 2020 | UCI Oceania Tour 2020 | UCI Oceania Tour 2020     | UCI Oceania Tour 2020 | UCI Oceania Tour 2020                              | UCI Oceania Tour 2020                          | UCI Oceania Tour 2020              | UCI Oceania Tour 2020 |
| Data                  | Państwo               | Wyścig                    | Kat.                  | Zwycięzca                                          | Drugie miejsce                                 | Trzecie miejsce                    |                       |
| --------------------- | --------------------- | ------------------------- | --------------------- | -------------------------------------------------- | ---------------------------------------------- | ---------------------------------- | --------------------- |
| 15 – 19 stycznia 2020 | Nowa Zelandia         | New Zealand Cycle Classic | 2.2                   | Rylee Field (Team BridgeLane)                      | Aaron Gate (Black Spoke Pro Cycling Academy)   | Corbin Strong (SEG Racing Academy) |                       |
| 25 sty                | Nowa Zelandia         | Gravel and Tar Classic    | 1.2                   | Hayden McCormick (Black Spoke Pro Cycling Academy) | Luke Mudgway (Black Spoke Pro Cycling Academy) | Samuel Volkers (Memil Pro Cycling) |                       |
| 30 sty                | Australia             | Surf Coast Classic        | 1.1                   | Sam Bennett (Deceuninck-Quick Step)                | Giacomo Nizzolo (NTT Pro Cycling)              | Alberto Dainese (Team Sunweb)      |                       |
| 5 – 9 lutego 2020     | Australia             | Herald Sun Tour           | 2.1                   | Jai Hindley (Team Sunweb)                          | Sebastian Berwick                              | Damien Howson (Mitchelton-Scott)   |                       |